# Auliscomys
Az Auliscomys az emlősök (Mammalia) osztályának rágcsálók (Rodentia) rendjébe, ezen belül a hörcsögfélék (Cricetidae) családjába tartozó nem.

## Rendszerezés
A nembe az alábbi 3 faj tartozik:
- Auliscomys boliviensis Waterhouse, 1846
- Auliscomys pictus Thomas, 1884 - típusfaj
- Auliscomys sublimis Thomas, 1900